# Aristolochia klossii
Aristolochia klossii là một loài thực vật có hoa trong họ Aristolochiaceae. Loài này được Ridl. mô tả khoa học đầu tiên năm 1926.